# Förordningen om medicintekniska produkter
Förordningen om medicintekniska produkter (engelska: Medical Device Regulation, MDR) är en EU-förordning (2017/745) som säkerställer säkerheten och prestandan av medicinteknisk utrustning. Målsättningen är att förbättra patientsäkerheten genom att införa strängare metoder för bedömning och övervakning på marknaden. Förordningen uppdaterar reglerna kring vilka medicintekniska produkter som får finnas på marknaden, och hur man tillhandahåller och använder produkter. Den innehåller också regler för hur medicintekniska företag genomför produktutvärderingar inom EU.  På så sätt säkerställer man att osäker och icke-kompatibel utrustning inte hamnar på marknaden.
MDR gäller alla företag som säljer medicinteknisk produkter till EU-medlemsstater, Schweiz samt medlemsländer i EES (Island, Liechtenstein och Norge).

## Övergång från tidigare regler
26 maj 2017 trädde förordningen i kraft med en övergångsperiod på tre år. Från och med 26 maj 2020 är det krav på att samtliga medicintekniska produkter följer EU-förordningen för att få CE-märkas och därmed finnas på marknaden. MDR ersätter de tidigare direktiven Medical Devices Directive 93/42/EEC (MDD) och Active Implantable Medical Device Directive 90/385/EEC (AIMDD).  

## Eventuell framskjutning  på grund av COVID-19
25 mars 2020 meddelande EU-kommissionen att det finns ett förslag gällande en framskjutning av tillämpningen av MDR. Anledningen är att inblandade parter ska kunna fokusera på arbetet kring pandemin COVID-19. Tillämpningen skulle i så fall skjutas upp ett år, beslut fattas tidigast i april 2020.  

## Spårbarhet
För att göra marknaden mer öppen och produkterna spårbara ska samtliga medicintekniska produkter finnas registrerade i EU-databasen EUDAMED (European Database on Medical Devices). Databasen innehåller information om aktörer, produkter, anmälda organ och certifikat samt kliniska undersökningar, prestationsstudier och marknadsövervakning. Lanseringen av EUDAMED planerades till mars 2020 men flyttades fram till maj 2022.  

## Anmälda organ
Ett anmält organ (Notified Body) är en oberoende organisation som övervakar en tillverkares arbete och ser till att produkterna som produceras uppfyller EU:s regelverk. Fram till och med 2017 ansvarade myndigheten Swedac för bedömningen och godkännandet av anmälda organ i Sverige. 2017 tog Läkemedelsverket över ansvaret och ansvarar därmed för anmälda organ samt alla medicintekniska produkter.
I början av 2019 blev brittiska BSI-UK (januari) och tyska TÜV SÜD (maj) de första MDR-godkända organisationerna att bli anmälda organ. Det ledde till att de första leverantörerna, bland annat B. Braun och Novartis, kunde godkännas.
Tillverkarna ansvarar för utfärdandet av en EU-försäkran och förser sina produkter med ett CE-märke. Medicintekniska produkter med en låg riskpotential behöver oftast inte granskas av någon tredje part, produkter med en hög riskklass kräver däremot att ett anmält organ granskar tillverkarens kvalitetsledningssystem och gör en bedömning av produktdokumentationen innan produkten får CE-märkas.